# Pleuronitis favareli
Pleuronitis favareli är en skalbaggsart som beskrevs av Garreta 1914. Pleuronitis favareli ingår i släktet Pleuronitis och familjen bladhorningar. Inga underarter finns listade i Catalogue of Life.